# テロ対策海上阻止活動に対する補給支援活動の実施に関する特別措置法
テロ対策海上阻止活動に対する補給支援活動の実施に関する特別措置法（テロたいさくかいじょうそしかつどうにたいするほきゅうしえんかつどうのじっしにかんするとくべつそちほう、平成20年1月16日法律第1号）は、テロ対策特別措置法の後継の法律として、日本の内閣が第168回国会に提出した衆議院先議の法律である。新テロ特措法、または、補給支援特措法とも呼ばれる。
2008年1月16日施行。2010年1月15日までの時限立法。

## 概要
テロ対策特別措置法が失効することを想定して、海上自衛隊のインド洋への派遣によって、海上阻止行動に参加する国に対して補給を行う活動を「再開」することを想定した法案。
期間1年の時限立法。支援活動が必要である時は延長し、必要ない時は廃止する。法改正により1年ごとの延長が想定されている。国会の関与について、旧法に盛り込まれていた国会承認規定は削除されている。それにかわり、実施計画の決定や変更があった場合は、国会に報告する、となっている。
自由民主党・公明党の連立与党が賛成し、当法案は衆議院では可決された。しかし、第21回参議院議員通常選挙により与党が参議院で過半数割れしているねじれ国会の中、野党で参議院における第一党の民主党が反対の姿勢を示した為、参議院では否決され、与党側による衆議院の再議決により成立した。衆議院再議決権が行使されて法案が成立したのは1957年の環境衛生営業運営適正化法案以来51年ぶり27例目、参議院で否決された法案が衆議院で再可決されるのは、1951年のモーターボート競走法以来57年ぶり2例目。
なお、再議決の本会議では、民主党代表の小沢一郎は途中で議場を後にし投票を棄権した為、共産党や社民党だけでなく、民主党内からも小沢の行動に批判が相次いだ。
政府は1月16日には補給活動の実施計画を閣議決定し、1月24日に補給艦「おうみ」及び「むらさめ」が出港、2月21日から補給活動を再開した。
2009年1月15日限りで法律としての効力が満了する為、2008年9月9日に自民・公明両党による「与党補給支援特措法に関するプロジェクトチーム」で、1年間の延長に合意した。
その後、臨時国会に改正案が提出。麻生内閣を早期の解散に追い込みたい民主党が積極的に審議に応じたため、10月21日、改正案が衆院本会議で可決された。その後30日に成立する見込みだったが、内閣総理大臣麻生太郎が27日、年内には解散をしない意向を明かしたため一転、民主党は継続審議を要請、成立の見込みは立たなくなった。
2008年12月12日、参院本会議において否決されたが午後の衆院本会議で与党の賛成多数により再可決、活動期間が1年延長されることとなった。
2009年9月、民主党主導の鳩山由紀夫内閣において非延長が決定。これにより2010年1月16日午前零時の期限切れをもって効力を失い、自衛隊は撤収した。

## 経過
- 2007年
  - 10月17日：内閣から衆議院へ法案提出。略称を「補給支援特措法」とすることが官房長官記者会見で発表される。
  - 11月12日：衆議院国際テロリズムの防止及び我が国の協力支援活動並びにイラク人道復興支援活動等に関する特別委員会で自民・公明与党の賛成多数で可決される。
  - 11月13日：衆議院本会議で自民・公明与党の賛成多数で可決され、参議院に送付される。
- 2008年
  - 1月10日：参議院外交防衛委員会で民主・共産・社民など野党の反対多数で否決される。
  - 1月11日
午前：参議院本会議で民主・共産・社民各党の反対多数で否決され、衆議院に返付される。
午後：衆議院本会議で自民・公明与党により出席議員の3分の2以上の賛成多数で可決され、成立（衆議院の再可決規定に基づく）。
  - 1月16日：同法を公布、即日施行。補給活動の実施計画を閣議決定。
  - 1月24日：ましゅう型補給艦「おうみ」及びむらさめ型護衛艦「むらさめ」が出港、2月21日から補給活動を再開。
  - 4月20日：補給艦「おうみ」の後継艦として同型補給艦「ましゅう」、護衛艦「むらさめ」の後継艦として同型護衛艦「いかづち」が舞鶴港及び横須賀港から出港。
  - 7月24日：補給艦「ましゅう」の後継艦としてとわだ型補給艦「はまな」、護衛艦「いかづち」の後継艦として「ゆうだち」が佐世保港から出港
  - 10月21日：活動期間を1年間延長する改正法案が衆議院本会議で可決、参議院に送付される。
  - 11月10日：補給艦「とわだ」及び護衛艦「ありあけ」が呉及び佐世保港から出港
  - 12月12日
午前：参院本会議において改正法案が野党の反対多数により否決される。
午後：衆院本会議において与党の賛成多数により再可決、成立する。
- 2009年
  - 3月16日：補給艦「ときわ」が横須賀基地から出港
  - 3月17日：護衛艦「あけぼの」が呉基地から出港
- 2010年
  - 1月16日：法律が失効。自衛艦は撤収。
  - 2月6日：自衛艦が東京埠頭に帰着。

## 構成
- 第一条 目的
- 第二条 基本原則
- 第三条 定義
- 第四条 実施計画
- 第五条 補給支援活動としての物品及び役務の提供の実施
- 第六条 物品の無償貸付及び譲与
- 第七条 国会への報告
- 第八条 武器の使用
- 第九条 政令への委任
- 附則

## 目的
『この法律は、我が国がテロ対策海上阻止活動を行う諸外国の軍隊その他これに類する組織（以下「諸外国の軍隊等」という）に対し旧平成十三年九月十一日のアメリカ合衆国において発生したテロリストによる攻撃等に対応して行われる国際連合憲章の目的達成のための諸外国の活動に対して我が国が実施する措置及び関連する国際連合決議等に基づく人道的措置に関する特別措置法（平成十三年法律第百十三号）に基づいて実施した海上自衛隊による給油その他の協力支援活動が国際的なテロリズムの防止及び根絶のための国際社会の取組に貢献し、国際連合安全保障理事会決議第千七百七十六号においてその貢献に対する評価が表明されたことを踏まえ、あわせて、平成十三年九月十一日にアメリカ合衆国において発生したテロリストによる攻撃によってもたらされている脅威（以下「テロ攻撃による脅威」という）がいまだ除去されていない現状において、同理事会決議第千三百六十八号、千三百七十三号その他の同理事会決議が国際連合のすべての加盟国に対し国際的なテロリズムの行為の防止等のために適切な措置をとることを求めていることを受けて、国際社会が国際的なテロリズムの防止及び根絶のための取組を継続し、その一環として、諸外国の軍隊等がテロ攻撃による脅威の除去に努めることにより国際連合憲章の目的の達成に寄与する活動を行っていること、及び同理事会決議第千七百七十六号において当該活動の継続的な実施の必要性が強調されていることにかんがみ、テロ対策海上阻止活動を行う諸外国の軍隊等に対し補給支援活動を実施することにより、我が国が国際的なテロリズムの防止及び根絶のための国際社会の取組に引き続き積極的かつ主体的に寄与し、もって我が国を含む国際社会の平和及び安全の確保に資することを目的とする。』

## 補給支援活動
テロ対策海上阻止活動の円滑かつ効果的な実施に資するため、自衛隊がテロ対策海上阻止活動に係る任務に従事する諸外国の軍隊等の艦船に対して実施する自衛隊に属する物品及び役務の提供（艦船若しくは艦船に搭載する回転翼航空機の燃料油の給油又は給水を内容とするものに限る）に係る活動をいい（第3条第2号）、インド洋（ペルシャ湾を含む）で行うことを想定している（第2条第3項）。

## 国会への報告
実施計画の決定又は変更があったとき、及び活動を終了した場合に国会への報告を行う（第7条）。活動に際し、事前又は事後の国会承認の規定は設けられていない。